# Brenda's Got a Baby
Brenda's Got a Baby е дебютният соло сингъл от албума 2Pacalypse Now на рапъра Тупак Шакур. В песента се говори за въображаемо 12-годишно момиче на име Бренда, което живее в гето и има дете, което е неспособна да издържа.
Песента показва последиците от тийнейджърската бременност и нейният ефект върху младите майки и техните семейства. Както много други песни на Шакур, "Brenda's Got a Baby" описва трагедията чрез образа на човек на дъното – разорен, отчаян. Използвайки Бренда като метафора за всички млади майки, Тупак критикува липсата на подкрепа от бащите, правителството и обществото като цяло. Бренда продължава своя живот с продаване на наркотици и проституция, вероятно водещи до нейната смърт.
Песента е провъзгласявана от музиканти като Нас и Мери Джей Блайдж за една от най-трогателните и поетически работи на Тупак.